# Костюченко, Пётр Петрович
Пётр Петрович Костюченко (3 июля 1937, Слоут — 14 июня 2006, Слоут) — свинарь колхоза имени Чапаева Глуховского района Сумской области Украинской ССР.

## Биография
Родился 3 июля 1937 года в селе Слоут Глуховского района Сумской области в крестьянской семье. Украинец. В 1952 году окончил 7 классов Слоутской средней школы, в 1954 году — Глуховское профессионально-техническое училище по специальности «механизатор».
В 1954—1956 годах участвовал в освоении целины: работал трактористом, комбайнером. В 1956 году вернулся на родину. В 1956—1958 годах — механизатор, с 1958 года — свинарь колхоза имени Чапаева Глуховского района.
Принимал участие в разработке проекта кормоцеха механизированного свинарника. По инициативе П. П. Костюченко было построено два новых помещения, каждое на 800 голов, все процессы механизировали. Задействовали поточную линию по приготовлению кормов и уборке гноя. Колхозными специалистами была разработана технология кормоприготовления, которая предусматривала откорм животных на сочных и грубых кормах. Приготовленные корма П. П. Костюченко развозил к кормушкам кормораздатчиком «КРС-1» с трактором «ДТ-20». Это дало возможность расширить количество поголовья свиней на откорме с 1000 до 2500 голов.
В 1960—1965 годах выкормил 12632 голов свиней живым весом по 100 и больше килограмм. Изучал зоотехнику, самостоятельно составлял рацион откорма скота, что помогло установить суточный прирост до 360—370 граммов.
К концу 1965 года П. П. Костюченко реализовал с откорма 2131 голову свиней общим живым весом 2053 центнера. За реализацию продукции в кассу колхоза поступило 291 тысяча рублей, затраты на её производство составили всего 121 тысячу рублей.
В колхозе имени Чапаева на базе фермы П. П. Костюченко была создана школа передового опыта по откорму поголовья свиней промышленным способом.
Указом Президиума Верховного Совета СССР от 22 марта 1966 года за достигнутые успехи в развитии животноводства, увеличении производства и заготовок мяса, молока, яиц, шерсти и другой продукции Костюченко Петру Петровичу присвоено звание Героя Социалистического Труда с вручением ордена Ленина и золотой медали «Серп и Молот».
Продолжал работать в колхозе имени Чапаева: до 1972 года — свинарем, в 1972—1978 годах — механиком, в 1978—1982 годах — механизатором.
Избирался делегатом 23-го съезда КПСС, членом Глуховского райкома и Сумского обкома КПУ, депутатом Слоутского сельского совета.
Жил в селе Слоут. Умер 14 июня 2006 года. Похоронен на кладбище села Слоут.
Награждён орденом Ленина, медалями.
В селе Слоут его именем названа улица; на здании средней школы, в которой учился П. П. Костюченко, установлена мемориальная доска.